# Heavenly Forest
Heavenly Forest (ただ、君を愛してる, Tada, Kimi o Aishiteru, lit: T'estimo a tu, només) és una pel·lícula japonesa romàntica dirigida per Takehiko Shinjo i estrenada l'any 2006. La pel·lícula està basada en la novel·la Renai Shashin: Mō Hitotsu no Monogatari (愛寫眞　もうひとつの物語, Collage of Our Life - Another Story) escrita per Takuji Ichikawa.

## Argument
El film tracta amb relació a la història de dos joves estudiants: Makoto Segawa i Shizuru Satonaka. Makoto és un japonès tímid que està molt acomplexat per una cicatriu que cuida amb una crema olorosa. De fet està enamorat de Miyuki, una jove estudiant de francès. Shizuru és una noia que no vol créixer: cap de les seves dents de llet no li han caigut. Després Makoto i Shizuru aprendran a conèixer-se i després d'una discussió amb el seu pare, va a viure amb Segawa. Després, un dia, desapareix misteriosament.

## Repartiment
- Aoi Miyazaki com a Shizuru Satonaka
- Hiroshi Tamaki com a Makoto Segawa
- Meisa Kuroki com a Miyuki Toyama
- Misa Uehara com a Saki Inoue
- Munetaka Aoki com a Ryo Shirohama
- Keisuke Koide com a Kyohei Sekiguchi
- Asae Ōnishi com a Yuka Yaguchi

## Acollida
Tada, Kimi o Aishiteru earned US$5,311,676 at the Japanese box office.